# Selište (Kutina)
Selište is een plaats in de gemeente Kutina in de Kroatische provincie Sisak-Moslavina. De plaats telt 297 inwoners (2001).